# Synthétiseur modulaire
Pour les articles homonymes, voir synthétiseur (homonymie).

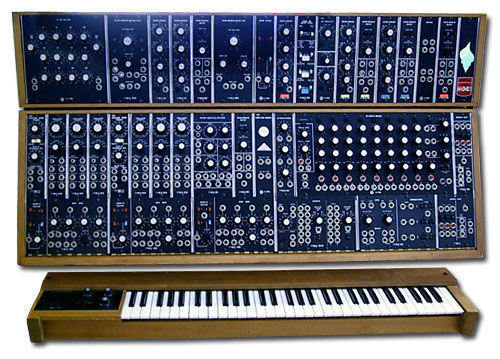
Le Moog Modular 55, synthétiseur modulaire typique.

Un synthétiseur modulaire est un synthétiseur composé d'un ensemble de modules indépendants où chacun remplit une fonction élémentaire : oscillateur (VCO), filtre (VCF), amplificateur (VCA), générateurs d'enveloppe, effet, mixeur… Le choix des modules et leur interconnexion se fait de manière totalement libre dans le but de produire des sons.
Ce type de synthétiseur est donc apprécié pour le grand nombre de possibilités qu'il offre dans le design sonore, et pour la possibilité de personnaliser le choix des modules présents selon les besoins.

## Histoire
Les premiers synthétiseurs modulaires commerciaux ont été développés, en parallèle, par RA Moog, et Buchla en 1963. Tant Robert Moog que Donald Buchla avaient eu connaissance d'un texte écrit par l'allemand Harald Bode en 1961 et dans lequel celui-ci décrit les possibilités de création sonore par des systèmes à transistors. Bode avait par ailleurs développé un oscillateur contrôlé en tension dès 1960. Le synthétiseur élargit le spectre et facilite la création de musique électronique qui était alors réalisée par enregistrement et montage sur bande magnétique, par utilisation d'instruments électroniques et électromécaniques primitifs comme le Thérémine et les Ondes Martenot ou encore à l'aide de générateurs électroniques impossibles à interconnecter.
On peut citer également le Synthi VCS-3 (1969) de EMS (employé par exemple par Karlheinz Stockhausen) ou l'un des précurseurs que fut le Synket conçu par Paolo Ketoff (ingénieur italien qui travaillait pour RCA, il choisit le nom Synket pour « Synthesizer Ketoff ») dont la conception commença dès 1962 et s'acheva fin 1964 (le premier modèle fut livré début 1965 pour les concerts de John Eaton). Le Synket était accompagné de trois petits claviers de 2 octaves, chacun relié à un VCO et un VCF et dont les touches pouvaient être préréglées de façon convenable pour jouer de la musique microtonale,.
Après Moog, Buchla et Ketoff, d'autres fabricants émergeront plus tard. D'abord aux États-Unis (ARP, Serge) et en Europe (EMS), puis au Japon (Roland, Korg, Yamaha). En 1976, la société japonaise Roland sort le System 700. Toujours dans le milieu des années 1970, la vente par correspondance de kits électroniques par Paia Electronics offre une seconde voie, celle du bricolage, pour faire des synthétiseurs modulaires. De nombreuses petites séries moins connues verront le jour, notamment à l'instigation de magazines (tel Elektor), de commerces dédiés à l'électronique (telle la firme Maplin en Grande-Bretagne) ou d'associations de passionnés d'électroacoustique (A.C.M.E., Belgique).
Encombrants, lourds et fragiles, ils étaient essentiellement utilisés en studio pour l'enregistrement, à quelques exceptions notables comme Keith Emerson qui jouait sur ses modulaires Moog 55 en concert. Vers 1970 sont apparus des instruments portables, dont le plus célèbre reste le Minimoog, certes plus simples et plus pratiques d'utilisation pour un musicien en tournée, mais aussi plus restreints en termes de possibilités sonores en raison de leur architecture fixe VCO > VCF > VCA. Le compromis fut la mise au point de synthétiseurs dit semi-modulaires comme l'ARP 2600 ou encore le Korg MS-20.
Dans les années 1980, les synthétiseurs analogiques, modulaires ou non, ont été largement remplacés par les synthétiseurs et échantillonneurs numériques se présentant en version clavier ou en racks MIDI. Mais vers la fin des années 1990 se produit une résurgence de la popularité des synthétiseurs analogiques modulaires. En fait, il y a plus de fabricants aujourd'hui que lorsque les synthétiseurs modulaires occupaient le devant de la scène, dans les années 1960-1970[réf. nécessaire].
Enfin, le développement de la MAO a permis l'apparition de synthétiseurs modulaires virtuels sous forme logicielle comme Reaktor, où les modules deviennent des plug-in connectables les uns aux autres.

## Caractéristiques

### Une approche analogique

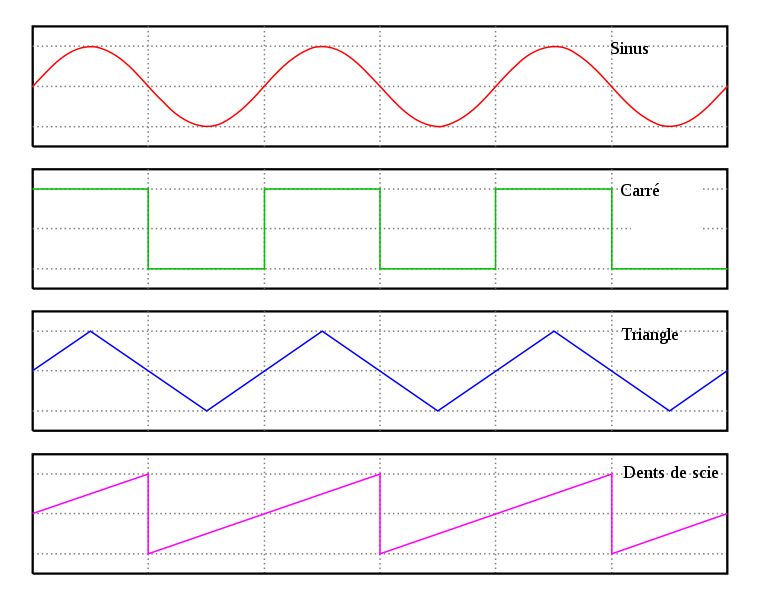
Forme d'onde sinusoïdale, carrée, triangulaire et en dents de scie.

Les modules communiquent par des signaux analogiques en tension et sont donc généralement composés par des circuits analogiques, lesquels participent de manière fondamentale à l'identité du son. L'aspect analogique fait qu'en pratique, la synthèse sonore est souvent soustractive : des formes d'onde caractéristiques (signal carré, en dents de scie, etc.) et riches en harmoniques sont appauvries par filtrage. D'autres techniques sont possibles, telles que la modulation de fréquence ou la synthèse additive, mais elles connaissent généralement des développements plus avancés dans les synthétiseurs numériques.
Il est difficile et laborieux de produire de la musique polyphonique avec un synthétiseur modulaire, puisqu'il faut un oscillateur par voix. Les synthétiseurs modulaires peuvent être volumineux et coûteux. Un autre défaut des synthétiseurs analogiques est leur instabilité. En effet, l'état des circuits électroniques se modifie en fonction de la température, ce qui peut avoir notamment une incidence sur la hauteur du son, celle-ci étant susceptible de varier en fonction du temps depuis lequel l'instrument est allumé et suivant les conditions environnantes (température ambiante). Par ailleurs, un synthétiseur purement analogique ne permet pas vraiment une mémorisation des réglages de l'utilisateur pour un rappel ultérieur. C'est pourquoi il peut parfois être judicieux d'utiliser ou enregistrer le son dans l'immédiat, car les réglages portant sur des modulations complexes refaits après coup, même avec précision, ne garantissent pas toujours en effet d'obtenir exactement le même résultat. En contrepartie, le synthétiseur analogique modulaire possède un nombre pratiquement infini de possibilités. Les problèmes de stabilité et de mémorisation ont été corrigés par l'usage de circuits analogiques pilotés numériquement.
Toutefois, il reste des musiciens et des fabricants qui préfèrent l'approche physique avec connexions par câbles, la flexibilité et le son traditionnel analogique des systèmes modulaires. Le son analogique se caractérise par l'absence du repliement fréquentiel associé au numérique (aliasing), absence qui se traduit par des sons plus purs. D'autre part la saturation d'un circuit analogique produit une distorsion harmonique qui apparaît progressivement au fur et à mesure que la saturation augmente, au contraire de la distorsion numérique qui apparaît brusquement et paraît plus désagréable à l'oreille.
Bien que la synthèse analogique modulaire paraisse à première vue éloignée de l'univers MIDI (interface numérique pour instruments de musique), il existe des modules permettant de convertir des messages MIDI en signaux analogiques et inversement et donc d'intégrer facilement un synthétiseur analogique « à l'ancienne » dans un environnement moderne. Peu après la mise au point de la norme MIDI et son acceptation par tous les constructeurs, des kits étaient proposés pour équiper d'entrées/sorties MIDI des synthétiseurs analogiques qui en étaient dépourvus.

### Synthétiseurs modulaires et semi-modulaires

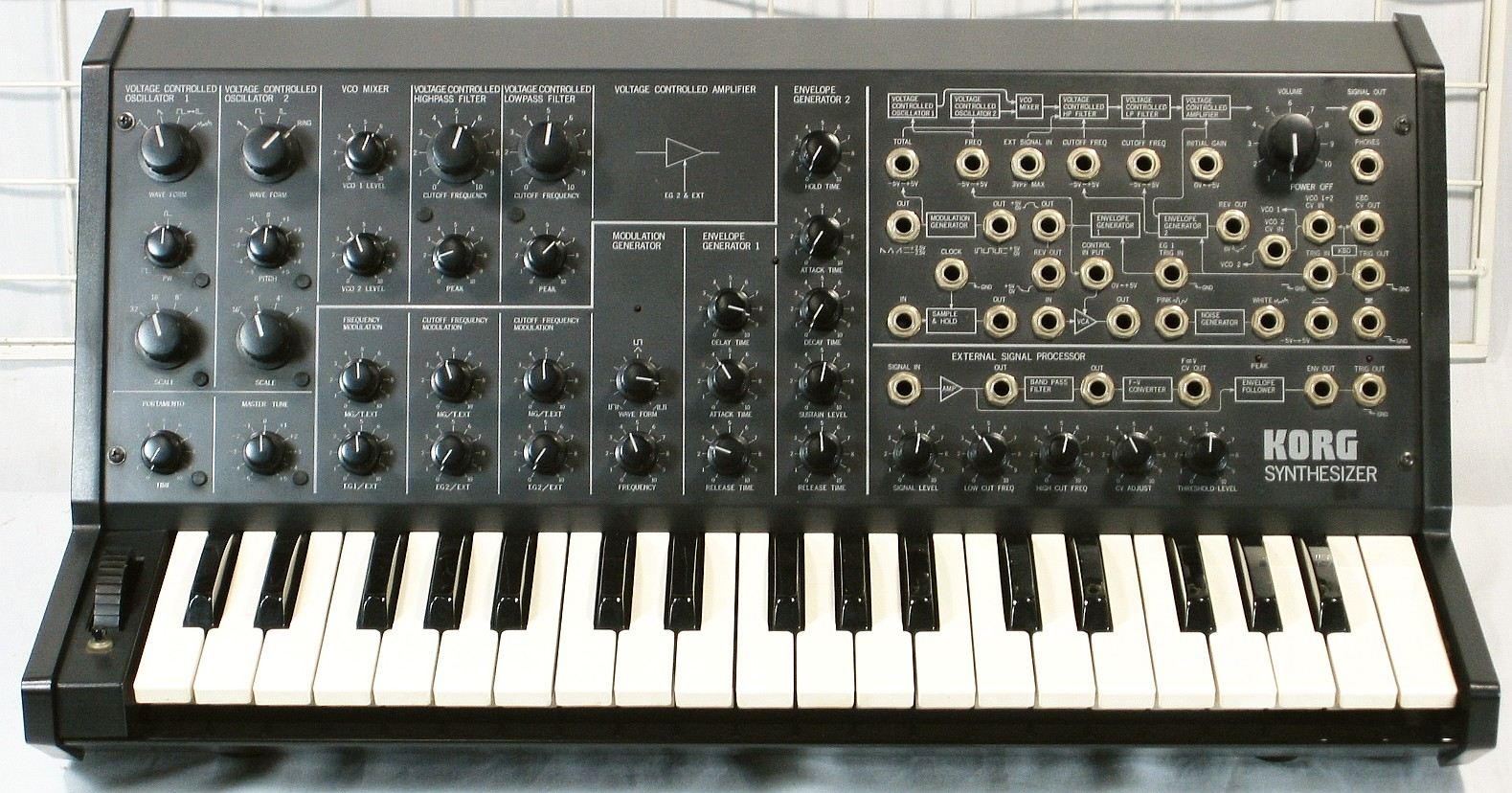
Le Korg MS-20 est semi-modulaire.

Un synthétiseur est dit modulaire quand on peut connecter arbitrairement tous les modules composant le système. Ces modules sont habituellement connectés avec des cordons. En général les constructeurs proposent des systèmes « clés en main » de différentes tailles (avec plus ou moins de modules, donc) susceptibles de répondre aux besoins de tout utilisateur. Mais rien n'empêche l'utilisateur de personnaliser son système et se confectionner un modulaire sur mesure en choisissant lui-même le nombre d'unités et chacun des modules qui lui conviennent. Il est d'ailleurs possible d'assembler des modules de différentes origines ou marques à condition qu'ils soient compatibles électroniquement.
Un synthétiseur semi-modulaire est en revanche assemblé et figé à partir d'un ensemble cohérent et limité de modules. Il se présente dans une configuration précâblée qui permet une utilisation immédiate mais dispose de nombreux points de connexion qui permettent de modifier le chemin du signal en connectant différemment les modules entre eux, comme sur un véritable modulaire. Ces connexions se font par des cordons libres (ou autre système, voir ci-après). En contrepartie, les modules choisis par le constructeur ne sont pas interchangeables ni amovibles puisqu'ils sont fixés une fois pour toutes sur le châssis de l'instrument.
Plusieurs systèmes de connexion ont été mis au point :
- Matrice : Les systèmes à matrice utilisent des broches ou des interrupteurs plutôt que des cordons. Voici des exemples historiques avec des broches : EMS Synthi 100, EMS VCS-3, ETI International 4600, Maplin 5600. Le ARP 2500 utilise des interrupteurs.

- Patch Override Systems : Les différents modules d'un synthétiseur semi-modulaire sont câblés ensemble dans une configuration type, mais peuvent être recâblés par l'utilisateur avec des cordons. Voici quelques exemples : ARP 2600, Anyware Instruments Semtex, the Cwejman S1, Korg MS-10, MS-20, MS-50, PS-3100, PS-3200 and PS-3300, et Roland System-100.

- Reconfiguration électronique : Le système est reconfigurable pour changer le chemin des signaux entre les modules. Voici des exemples : Oberheim Matrix, Rhodes Chroma, Moog Voyager XL et Mopho keyboard.

## Les modules classiques

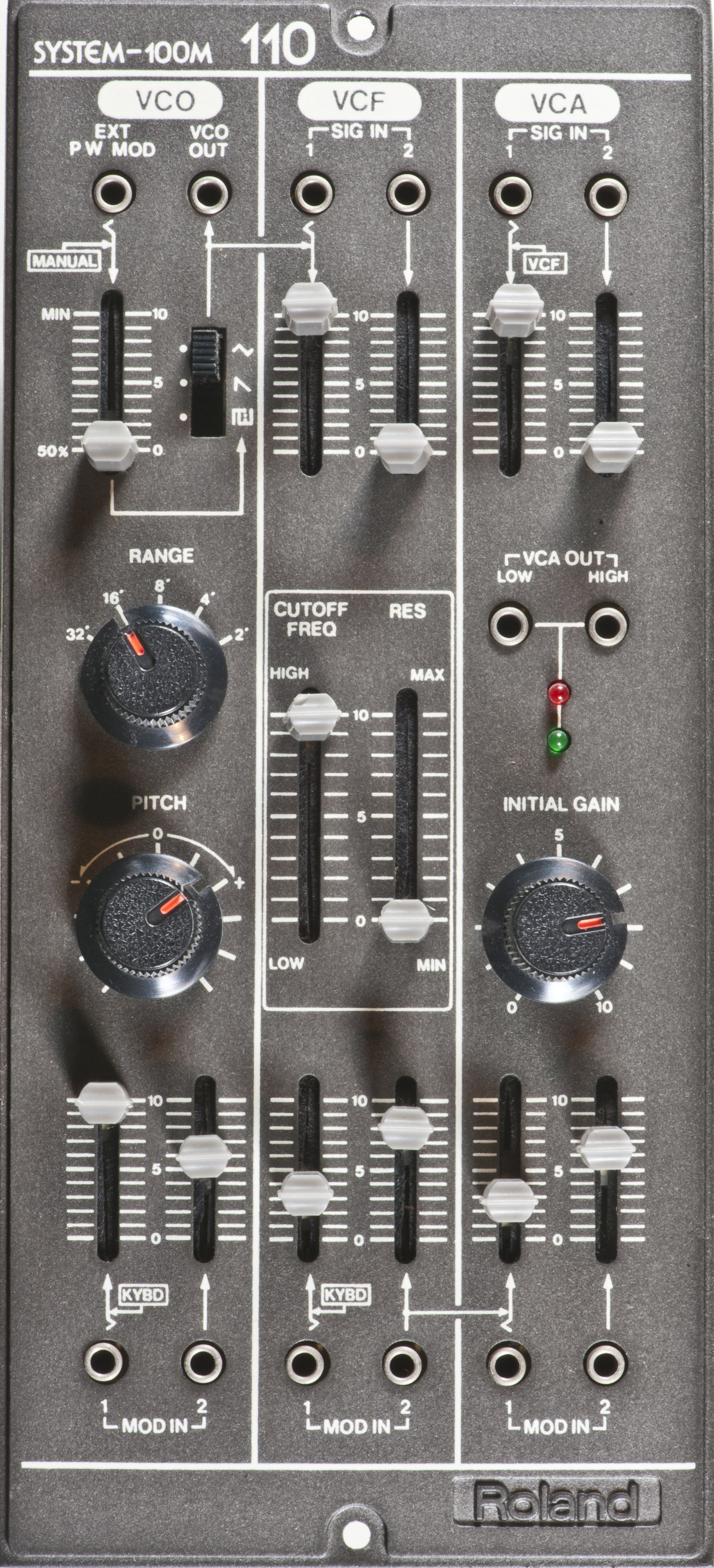
VCO, VCF et VCA du Roland SYSTEM-100M.

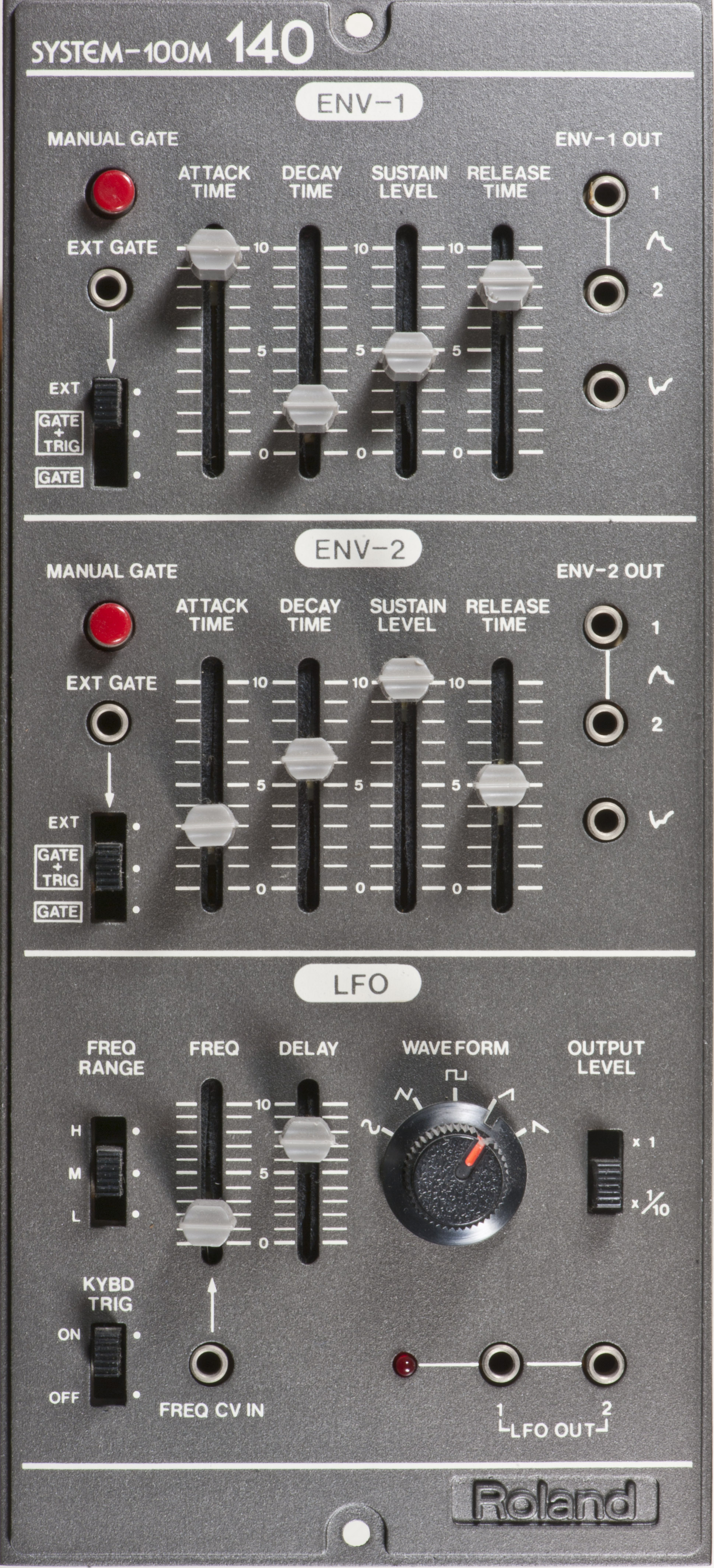
Enveloppes et LFO du Roland SYSTEM-100M.

Beaucoup de modules standards sont disponibles sur pratiquement n'importe quel synthétiseur modulaire. Les modules les plus courants (dont certains quasi-indispensables) sont :
- VCO (pour Voltage Controlled Oscillator) : oscillateur qui émet un son dont la hauteur est commandée en tension.
- VCF (pour Voltage Controlled Filter) : filtre dont la fréquence de coupure est commandée en tension, qui atténue les fréquences inférieures (passe-haut), supérieures (passe-bas), ou les deux supérieure et inférieure (passe-bande).
- VCA (pour Voltage Controlled Amplifier) : amplificateur dont le gain est commandé en tension, et permet donc de moduler l'amplitude d'un signal.
- EG (pour Envelope Generator) : générateur d'enveloppe, c'est-à-dire une courbe de tension, qui peut être déclenchée par un clavier ou par un autre module dans le système. Le plus souvent proposées avec quatre segments ADSR (Attack/Attaque, Decay/Déclin, Sustain/Soutien, Release/Relâchement), les enveloppes peuvent aussi être plus simples (AD ou AR) ou plus complexes (DADSR - où le D signifie Delay/retard).
- LFO (pour Low Frequency Oscillator) : un oscillateur basse fréquence qui fonctionne en dessous de 20 Hz. Il est donc inaudible, mais est utilisé pour commander un autre module.
- NOISE : un générateur de bruit (généralement blanc ou rose).
- RM (pour Ring Modulator) : modulateur multipliant les signaux de deux entrées audio, ce qui crée de nouvelles fréquences correspondant à la somme et à la différence de chacune des fréquences des signaux d'origine tout en supprimant les signaux originaux. En général on a donc plus de fréquences en sortie qu'en entrée.
- Mixer : module de mixage pour mélanger plusieurs signaux en un seul.
- S&H (pour Sample and Hold) : Échantillonneur-bloqueur, qui prend un « échantillon » de la tension d'entrée quand une impulsion de déclenchement est reçue et le conserve jusqu'à l'arrivée d'une nouvelle impulsion. La source échantillonnée est souvent un générateur de bruit, son utilisation permettant ingénieusement d'obtenir des notes aléatoires en sortie du module « Sample and Hold » puisqu'avec un générateur de bruit on ne peut jamais savoir quelle sera la valeur capturée par l'échantillonneur à un instant donné, un bruit étant par définition un signal audio contenant toutes les fréquences du spectre audio simultanément et à des amplitudes aléatoires)[3].
- Step-sequencer : module permettant de générer une séquence de notes ou de commandes de paramètre sur un nombre de pas limités (motif répétitif).
- Arpégiateur : module au comportement proche du step-sequencer, mais dont la séquence est générée à partir d'une ou d'un ensemble de notes.
- Slew Limiter ou LAG : lisse les changements brusques de tension. Il peut être utilisé pour les Glissando et les portamento. Il peut aussi servir de filtre basse-bas primitif.
- Custom Control Inputs : parce que les synthétiseurs ont des entrées commandées par tension, il est possible de connecter pratiquement n'importe quel type de commande électronique analogique comme un capteur de température ou de lumière pour autant qu'il fonctionne sur une échelle de tension correspondant à celle du synthétiseur. En réalité tout signal électrique alternatif (tel que produit en sortie d'un appareil audio) ou continu ayant une tension appropriée peut être envoyé dans un synthétiseur modulaire.

## Fabricants actuels
Les offres matérielles vont de systèmes complets, aux kits pour les constructeurs amateurs de bricolage, en passant par les modules séparés. Beaucoup de fabricants augmentent leur gamme de produits basés sur les dernières conceptions des modules classiques ; souvent on trouve à la fois sur internet, le système original et les conceptions retravaillées issues de l'original, car les brevets ont expiré. Aussi, beaucoup de concepteurs amateurs rendent disponible à la vente pour d'autres amateurs, les panneaux de PCB nus (Printed Circuit Board, synonyme de circuit imprimé) et les panneaux de commande.
- Analogic-ACS
- Analogue Solutions (Concussor)
- Analogue Systems (RS Integrator)
- Bananalogue
- Blacet Research
- Buchla & Associates (200e)
- Club of the knobs
- Curetronic
- Cwejman
- Cyndustries (Cynthia)
- Doepfer Musikelektronik (A-100)
- Elby (Panther Series)
- Future Sound Systems
- Livewire
- Macbeth Studio Systems
- Mattson Mini Modular
- Metalbox
- Metasonix
- MFB
- Modcan
- Oakley Sound Systems
- PAiA Electronics
- Pittsburgh Modular
- Plan B (Plus en activité)
- Sound Transform Systems
- Synthesis Technology (MOTM)
- Synthesizers.com
- Synthetic Music Systems
- The Harvestman
- Tiptop Audio
- Technosaurus
- Wiard Synthesizer Company

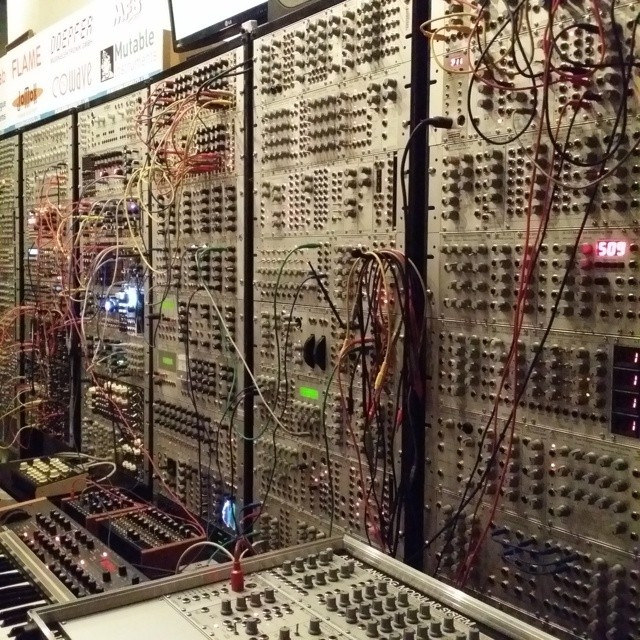
Tokyo Festival of Modular en 2014.

- Yusynth Modular (Yves Usson System)

### Synthétiseurs modulaires logiciels

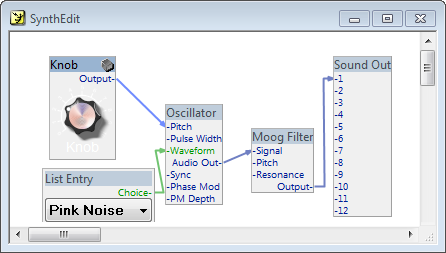
SynthEdit, un logiciel de synthèse modulaire.

Il existe aussi des synthétiseurs logiciels pour ordinateurs personnels qui sont organisés comme des modules interconnectables. Beaucoup de synthétiseurs modulaires virtuels simulent d'ailleurs de vrais synthétiseurs modulaires historiques.
- Alsa Modular Synthesiser
- ARP 2600 par Arturia
- AudioMulch
- ChucK
- Cardinal
- Plogue Bidule
- CreamwareAudio Modular III
- Csound
- jMax
- MaxMSP
- Moog Modular V par Arturia
- Pure Data
- Reaktor
- RolloSONIC
- SpiralSynthModular
- SuperCollider
- Sync Modular
- SynthEdit
- SynFactory
- SynthMaker
- Tassman par Applied Acoustics Systems
- Timewarp 2600 par Way Out Ware
- VAZModular
- VCV Rack (logiciel libre, comportant Mutable instruments)
- XILS 3' (EMS VCS3 par XILS-lab)

Les ordinateurs sont devenus si puissants et peu coûteux, que les programmes logiciels peuvent modéliser de façon réaliste les signaux, les sons et les patchs modulaires. Bien qu'il manque la présence physique de l'instrument, de la génération analogique du son, de la manipulation de tension, des boutons, des potentiomètres, des câbles et des voyants, les synthétiseurs logiciels modulaires offrent des possibilités infinies à un prix encore plus abordable et dans un format compact.
Les formats de plugin populaires comme le VST peuvent également être combinés de façon modulaire.

### Spécifications techniques

#### Facteurs de forme
La hauteur des premiers modules était souvent un nombre entier de pouces : 11" (par exemple, pour le Roland 700), 10" (Wavemakers), 9" (Aries), 8" (ARP 2500), 7" (Polyfusion, Buchla, Serge (en), 6" (Emu) et la largeur un nombre entier de quarts de pouce.
Actuellement, le standard le plus populaire est le rack de largeur 19" (480 mm). La hauteur des modules est un multiple de l'unité U (1,75 pouce soit environ 4,445 cm) et varie selon les fabricants : 6U (Wiard), 5U (Moog, Modcan), 4U (Buchla, Serge). Deux systèmes de racks 3U, en particulier, sont remarquables : le format Fracrak (par exemple, Paia) et le format Eurorack (qui a été popularisé par Doepfer).
Quelques variations mineures existent entre les marques européennes et japonaises sur la mesure du U à cause de l'équivalence métrique. Par exemple, les modules 5U habituels font exactement 8.75" (222.25mm), mais les constructeurs non américains préfèrent 220mm ou 230mm.

#### Électrique
Les autres différences sont :
- les connecteurs (jacks 1/4", jacks 3.5mm, fiches banane),

- l'alimentation continue principale (typiquement +/- 15V, mais aussi +/- 12V ou +/-18V),

- les niveaux logiques (Moog S-trigger ou porte positive),

- les niveaux de sortie audio (souvent +/-5V avec +/-5V de marge supplémentaire),

- les tensions de contrôle en volts/octave (typiquement 1V/octave, mais parfois 1.2V/octave.) La plupart des systèmes modulaires analogiques utilisent un système de volts/octave, parfois appelé contrôle de tension linéaire ; certains (comme le Korg MS-20, ETI 4600) utilisent un système en volts/hertz avec une excellente stabilité en température, mais moins souple à contrôler.